# Lyddell Sawyer

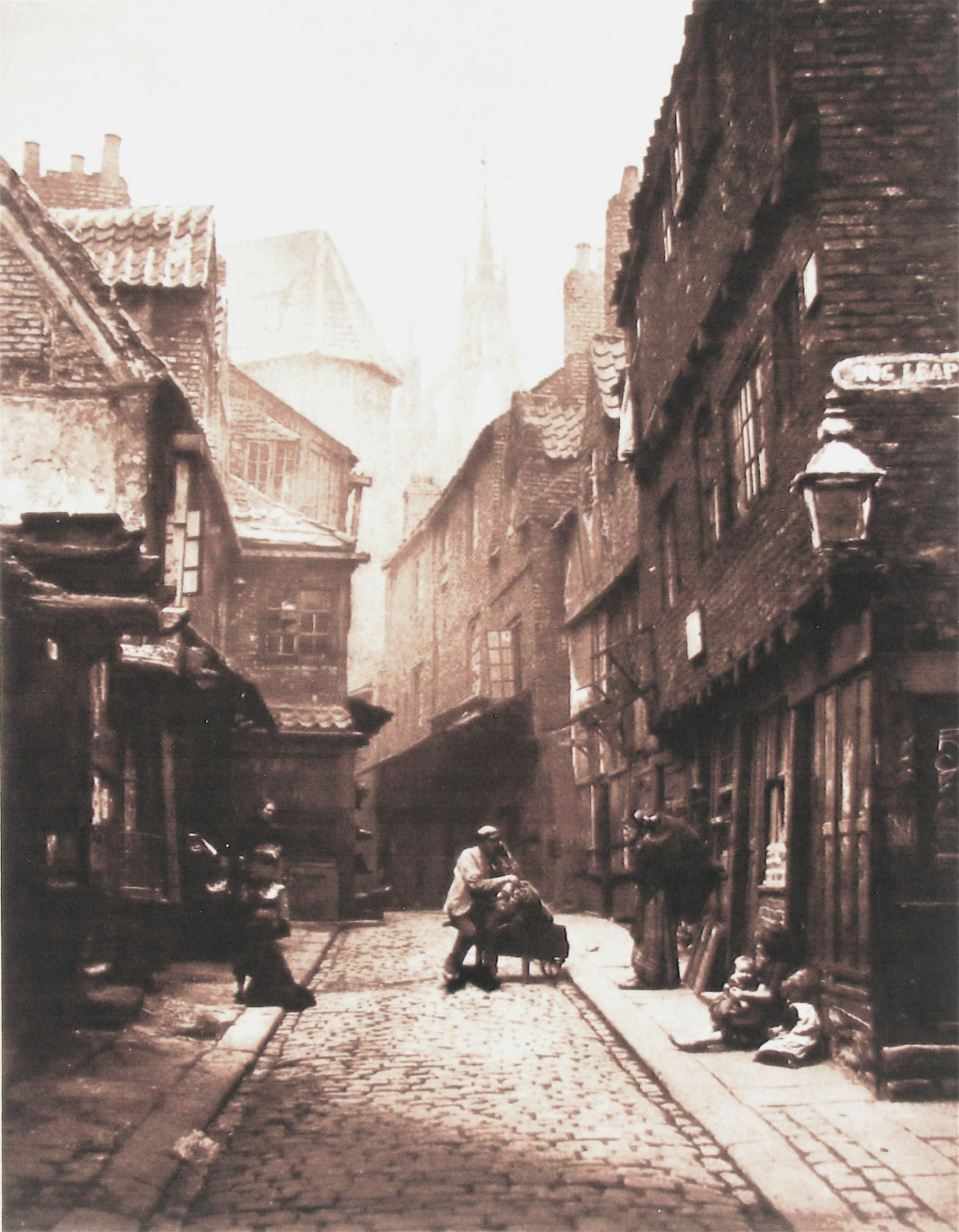
Hrad Garth

Lyddell Sawyer (1856, North Shields – 1927) byl britský fotograf a představitel naturalistické fotografie.

## Životopis
Lyddell, nebo Lyd, jak byl později známý, byl zakládajícím členem umělecké skupiny The Linked Ring, ve které byli například také Frederick Henry Evans, Hugo Henneberg, Paul Martin, Francis Meadow Sutcliffe, Alfred Stieglitz nebo Clarence Hudson White. Ačkoli Sawyer vystavoval téměř 100 výtisků a později vstoupil do Královské fotografické společnosti, je známá pouze hrstka jeho fotografií.
Narodil se v North Shields na řece Tyna a později se přestěhoval do Londýna. Jeho raný život v Tyneside měl trvalý účinek na jeho práci, kořeny v Geordii formovaly mnoho z jeho fotografií, jako například cykly The Apple Stealers Dividing the Spoils - Nutting Time - Come Along Grandad.
Je představitelem naturalistické fotografie, kterou na konci 19. století založil anglický fotograf Peter Henry Emerson a v tomto duchu tvořili také Benjamin Gay Wilkinson, Frank Meadow Sutcliffe nebo George Davison.
Přestože žil ve věku sentimentálního romantismu, jeho obrazy se nikdy nestaly tolik známé a oblíbené, jako byly fotografie například H. P. Robinsona. Sawyerovy figurální studie nejsou čistě dokumentární, většina je ovlivněna jeho vztahem k divadlu, proto své obrazy komponoval s velkým citem. Pro svá raná díla na severu využíval místa, která dobře znal, taková, kde byla chudoba běžně na každém rohu. V žádném případě jeho obrazy tuto chudobu neromantizují, divák může dešifrovat, že děti jsou často na jeho fotografiích oblečeny ve svém nejlepším nedělním oblečení.
Z anglických členů Linked Ring je Lyddell Sawyer pravděpodobně nejznámější. Nemá to nic společného s kvalitou jeho práce, která je patrně jedna z nejrozsáhlejších. Hlavním důvodem pro to, že přežilo jen velmi málo jeho fotografií, jsou čtyři, které byly publikovány v Sun Artists v roce 1893 a které byly věnovány jemu, spolu s tak důležitými postavami v historii fotografie, jako je Julia Margaret Cameronová a Henry Peach Robinson.

## Galerie

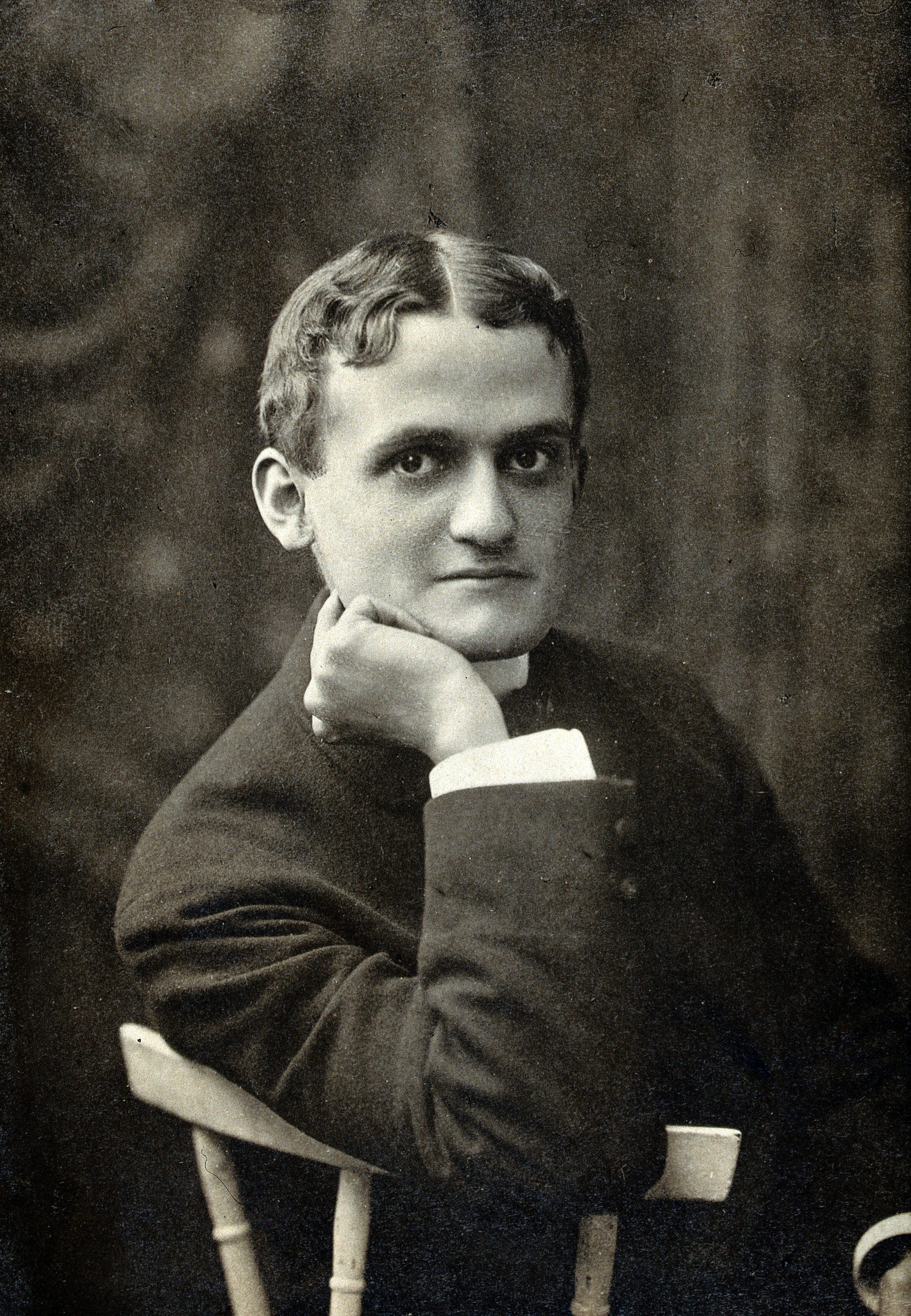
"Spotts", Dispenser A.L.H. Ship "Maine"
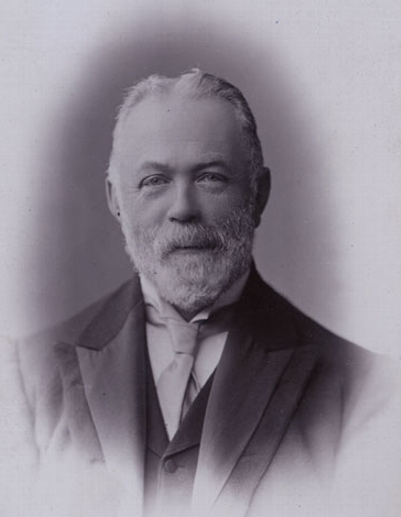
Walter George Mitchell
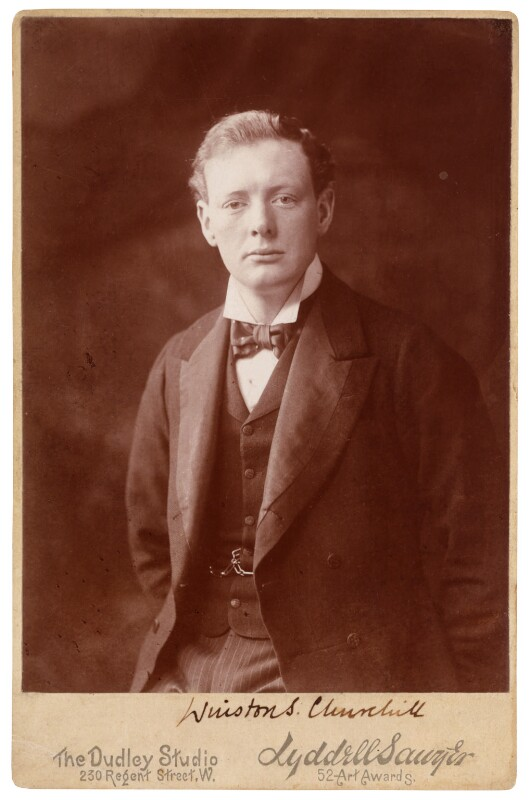
Winston Churchill, 1901